# پایگاه هوایی گرف ایگناتیوو
پایگاه هوایی گرف ایگناتیوو (به انگلیسی: Graf Ignatievo Air Base) یک فرودگاه نظامی است که یک باند فرود آسفالت دارد و طول باند آن ۲۹۹۲ متر است. این فرودگاه در شهر پلوودیو کشور بلغارستان قرار دارد و در ارتفاع ۵۸ متری از سطح دریا واقع شده‌است.